# Église Saint-Nicolas de Kamenica
Pour les articles homonymes, voir Église Saint-Nicolas.
L'église Saint-Nicolas de Kamenica (en serbe cyrillique : Црква Св. Николе у Каменици ; en serbe latin : Crkva Sv. Nikole u Kamenici) est une église orthodoxe serbe qui se trouve à Kamenica, dans la municipalité de Pantelej, sur le territoire de la ville de Niš et dans le district de Nišava, en Serbie. Elle est inscrite sur la liste des monuments culturels protégés de la république de Serbie (identifiant no SK 2062),,.

## Présentation
L'église a été construite en 1831, tandis que son narthex date de 1933. Elle a été édifiée dans l'esprit de l'architecture populaire traditionnelle et témoigne des réalisations architecturales de l'église serbe juste avant la libération du pays de la domination ottomane.
De plan rectangulaire, elle est constituée d'une nef voûtée en berceau prolongée par une grande abside à l'est. Les entrées, à l'ouest et au sud, sont surmontées d'archivoltes profilées peu profondes. Elle est construite de pierres de taille recouvertes d'un enduit de plâtre peint.
L'intérieur est éclairé par de petites fenêtres bifores (à deux baies) et trifores (à trois baies) disposées sur les côtés sud et est. L'édifice a été orné de fresques en 1859, peintes en même temps que les icônes de l'iconostase.